# Polytes
Polytes is een geslacht van wantsen uit de familie van de Scutelleridae (Pantserwantsen). Het geslacht werd voor het eerst wetenschappelijk beschreven door Carl Stål in 1868.

## Soorten
Het genus bevat de volgende soorten:

- Polytes fenestra Breddin, 1903
- Polytes granulatus (Walker, 1868)
- Polytes lineolatus (Dallas, 1851)
- Polytes obscurus (Dallas, 1851)
- Polytes rubromaculatus Distant, 1911
- Polytes speculiger Breddin, 1906
- Polytes tigrinus (Vollenhoven, 1868)